# Alejandro Montecchia
Alejandro Ariel Montecchia (Bahía Blanca, 1º gennaio 1972) è un ex cestista e allenatore di pallacanestro argentino con cittadinanza italiana.

## Carriera
Con l'Argentina ha disputato i Giochi olimpici di Atene 2004, due edizioni dei Campionati mondiali (1998, 2002) e due dei Campionati americani (1999, 2003).

## Palmarès
- ULEB Cup: 1

Valencia: 2002-03